# Matthew Puccini
Matthew Puccini (nascut circa 1992/1993) és un cineasta nord-americà. És conegut pels seus curtmetratges que tracten sobre temes relacionats amb la comunitat LGBT. Entre aquest cal destacar The Mess He Made (2017), Marquise (2018), Dirty (2020) i Lavender (2019). Les seves pel·lícules s'han presentat a diversos festivals, com ara Sundance, SXSW, Aspen Shortsfest, Palm Springs ShortsFest i Outfest Los Angeles. El seu treball també s'ha presentat a Topic i The Huffington Post.

## Biografia
Puccini va créixer a l'Àrea de la badia de San Francisco. El 2015, mentre assistia a la Tisch School of the Arts de la Universitat de Nova York, va fer la seva primera pel·lícula com a escriptor i director, Solo, protagonitzada per Tommy Nelson i Matthew Mindler. Va guanyar el premi King de guió al First Run Film Festival de la NYU i va guanyar el Golden Reel Award 2017 a la millor pel·lícula estudiantil al Tiburon International Film Festival.
Després de graduar-se a la NYU el 2017, Puccini va fer la seva següent pel·lícula, The Mess He Made, que mostrava l'experiència d'esperar els resultats d'una prova del VIH a través dels ulls d'un home, interpretat per Max Jenkins. La pel·lícula es va estrenar a SXSW el 2017, on es va convertir en finalista del Premi Iris. Aquell mateix any, Puccini es va convertir en membre de l'Acadèmia d'Artistes del Festival de Cinema de Nova York del 2017, becari Richie Jackson a la Tisch School of the Arts i becari de cultura creativa al Jacob Burns Film Center. Després va produir dos curtmetratges més, Stumped i Marquise, l'últim dels quals va ser adquirit per a streaming per Topic Studios.
El 2018, Puccini va ser nomenat Sundance Ignite Fellow. Va crear un Kickstarter per finançar Lavender, que va produir més tard aquell any, protagonitzada per Michael Hsu Rosen, Ken Barnett i Michael Urie. La pel·lícula es va estrenar al Sundance Film Festival de 2019 i va ser nominada tant al Gran Premi del Jurat de Curtmetratges del festival com al Millor Drama de Vimeo de 2019, i va guanyar el Premi Here Media al Millor Curtmetratge Queer al Festival Internacional de Cinema de Provincetown. Els seus drets de distribució van ser adquirits per Fox Searchlight Pictures després de la seva estrena a Sundance.
El 2020, la seva següent pel·lícula, Dirty, es va estrenar al Sundance Film Festival de 2020 i va ser nominada al premi del jurat al millor curtmetratge. La pel·lícula es va projectar virtualment a SXSW a causa de la pandèmia de COVID-19, on va ser nominada al Gran Premi del Jurat de Narrativa de Curtmetratges i va rebre un Premi Especial del Jurat per la interpretació. Després es va projectar a BFI Flare, Outfest Fusion, Atlanta Film Festival i el Palm Springs ShortsFest. L'octubre de 2020, The Criterion Channel va adquirir els drets de reproducció de la pel·lícula.

## Filmografia
| Any  | Títol                  | Paper                         | Notes                   |
| ---- | ---------------------- | ----------------------------- | ----------------------- |
| 2013 | A Fiberglass Affair    | Editor                        | Curtmetratge narratiu   |
| 2014 | Do Us Part             | Editor                        | Curtmetratge narratiu   |
| 2014 | Anchovies              | Editor                        | Curtmetratge narratiu   |
| 2015 | Backyard Portal        | Editor                        | Curtmetratge narratiu   |
| 2015 | Solo                   | Director, guionista           | Curtmetratge narratiu   |
| 2016 | Where People Hide Away | Editor                        | Curtmetratge narratiu   |
| 2016 | Burning Child          | Editor                        | Curtmetratge narratiu   |
| 2017 | The Mess He Made       | Director, guionista           | Curtmetratge narratiu   |
| 2017 | Stumped                | Director, guionista, editor   | Curtmetratge narratiu   |
| 2018 | Marquise               | Director, guionista, editor   | Curtmetratge documental |
| 2019 | Lavender               | Director, guionista           | Curtmetratge narratiu   |
| 2020 | Dirty                  | Director, producer, guionista | Curtmetratge narratiu   |
| 2021 | Queer/Elder            | Director                      | Curtmetratge documental |
| 2022 | Starfuckers            | Executive producer            | Curtmetratge narratiu   |

## Premis
| Any  | Festival                                         | Pel·lícula       | Premi                                                | Resultat  | Notes |
| ---- | ------------------------------------------------ | ---------------- | ---------------------------------------------------- | --------- | ----- |
| 2016 | NYU First Run Film Festival                      | Solo             | Premi King al guió                                   | Guanyador |       |
| 2017 | Tiburon International Film Festival              | Solo             | Premi Golden Reel a la millor pel·lícula estudiantil | Guanyador |       |
| 2017 | SXSW Film Festival                               | The Mess He Made | Premi Gran Jurat al curt narratiu                    | Nominat   |       |
| 2017 | Festival de Cinema de Sarasota                   | The Mess He Made | Gran Premi del Jurat – Curtmetratge narratiu         | Nominat   |       |
| 2019 | Sundance Film Festival                           | Lavender         | Gran Premi del Jurat - Curtmetratge                  | Nominat   |       |
| 2019 | Sarasota Film Festival                           | Lavender         | Gran Premi del Jurat – Curtmetratge narratiu         | Nominat   |       |
| 2019 | SXSW Film Festival                               | Lavender         | Gran Premi del Jurat – Curtmetratge narratiu         | Nominat   |       |
| 2019 | Festival Internacional de Cinema de Provincetown | Lavender         | Premi Here Media – Millor Curtmetratge Queer         | Guanyador |       |
| 2020 | Sundance Film Festival                           | Dirty            | Gran Premi del Jurat - Curtmetratge                  | Nominat   |       |
| 2020 | SXSW Film Festival                               | Dirty            | Gran Premi del Jurat al Curtmetratge Narratiu        | Nominat   |       |
| 2020 | Palm Springs International ShortFest             | Dirty            | Millor curt LGBTQ+                                   | Nominat   |       |
| 2020 | Festival de Cinema de Montclair                  | Dirty            | Competició curtmetratges de ficció                   | Nominat   |       |